# Stabat Lama
Stabat Lama is een bestuurslaag in het regentschap Langkat van de provincie Noord-Sumatra, Indonesië. Stabat Lama telt 5326 inwoners (volkstelling 2010).